# Acacia hexaneura
Acacia hexaneura — вид квіткових рослин з родини бобових. Ареал: Австралія (Південна Австралія).

## Середовище
Зустрічається на гравійних суглинках і пісках, часто на пагорбах, у відкритих чагарниках і відкритих вересах або високих склерофільних чагарниках.

## Біоморфологічна характеристика
Це густий розлогий багаторічний кущ, що досягає від 1 до 1,5 метра у висоту. У період з липня по вересень дає золотисті суцвіття. Видовий епітет стосується яскраво виражених і послідовно шестижилкових філодій.

## Використання
Цей вид не використовується.